# Reghina Todorenko
Reghina Petrovna Todorenko (în ucraineană Регіна Петрівна Тодоренко; n. 14 iunie 1990, Odesa, RSS Ucraineană, URSS) este o prezentatoare de televiziune, cântăreață și compozitoare ucraineană. Este cunoscută ca gazdă a emisiunii de turism „Oriol i reșka”.

## Educație
A studiat la școala nr. 22 din Odesa, frecventând în paralel ore de teatru, dans și vocal. În 2007, a absolvit școala cu mențiune și a fost admisă la facultatea de tehnologii și sisteme de transport a Universității Naționale Maritime din Odesa. Nu a absolvit acea universitate și a plecat la Kiev pentru a intra la facultatea regie și show-biz a Universității Naționale de Cultură și Arte, pe care a absolvit-o în 2013 cu diplomă de maestru al artelor teatrale.

## Carieră

### Muzică
În 2007, Reghina Todorenko a devenit gazda concursului televizat „Zolotaia deseatka” (rus. «Золотая десятка» – „Zece de aur”). A fost remarcată de producătoarea Nataliia Mohîlevskaia, care a invitat-o să ia parte în proiectul ucrainean „Fabrica de stele-2” (în ucr. «Фабрика зірок-2» / „Fabrîka zirok-2”). Reghina s-a numărat printre finaliștii din 2008 ai proiectului și a devenit solistă a formației Real O. Albumul lor de debut a fost lansat în 2010, iar în 2014, după încheierea contractului, Todorenko a părăsit formația.

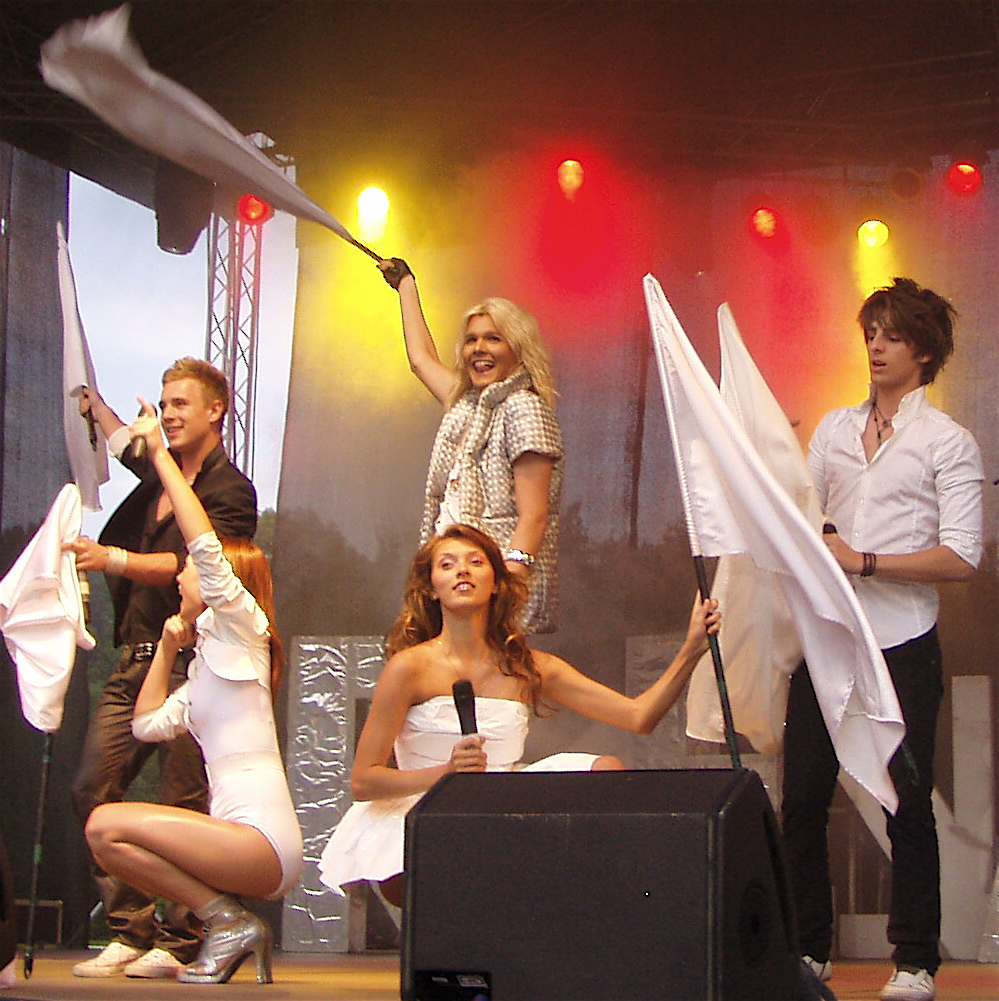
La un concert cu „Fabrica de stele” în 2010

În 2009 a început să colaboreze, în calitate de compozitoare, cu colegul său de breaslă Ruslan Kvinta. Printre rezultatele colaborării lor se numără genericul sezonului 8 al show-ului de talente „Minuta slavî” (în rus. «Минута славы» – „Un minut de glorie”), cât și cântecele „Prosti” (rus. «Прости» – „Iartă-mă”) de Sofia Rotaru, „Nemae neba” (ucr. «Немає неба» – „Nu există cer”) de Vitalii Kozlovskîi, „Vsio ravno” (rus. «Всё равно» – „Nu contează”) și „Moia liubov” (rus. «Моя любовь» – „Dragostea mea”) de Mașa Sobko, „Spasibo mama” (rus. «Спасибо мама» – „Mulțumesc, mamă”) de Nataliia Mohîlevskaia, „Ia podariu” (rus. «Я подарю» – „Voi dărui”) de Tatiana Ciubarova, „Show girl” de Open Kids, „Popolam” (rus. «Пополам» – „În jumătate”) de Mașa Goia, „U serdța tvoego” (rus. «У сердца твоего» – „Lângă inima ta”) și „Prosto obnimi” (rus. «Просто обними» – „Doar îmbrățișează-mă”) de Elena Laptander, „Bardo” de Natalia Bardo, „Snegom” (rus. «Снегом» – „Cu zăpadă”), „Uhodi na fig” (rus. «Уходи на фиг» – „Cară-te”) și „Iolki” (rus. «Ёлки» – „Brazii”) de Real O, „Kristallî” (rus. «Кристаллы» – „Cristale”) de INDI etc.
Todorenko a debutat solo în 2015, înregistrându-și piesa de debut „Heart’s Beating”. A participat în cel de-al patrulea sezon al show-ului rusesc de talente muzicale „Golos”, unde a avut-o ca antrenoare pe Polina Gagarina. În noiembrie 2015, ea a fost nominalizată la M1 Music Awards în cadrul categoriei „Debutul anului”.

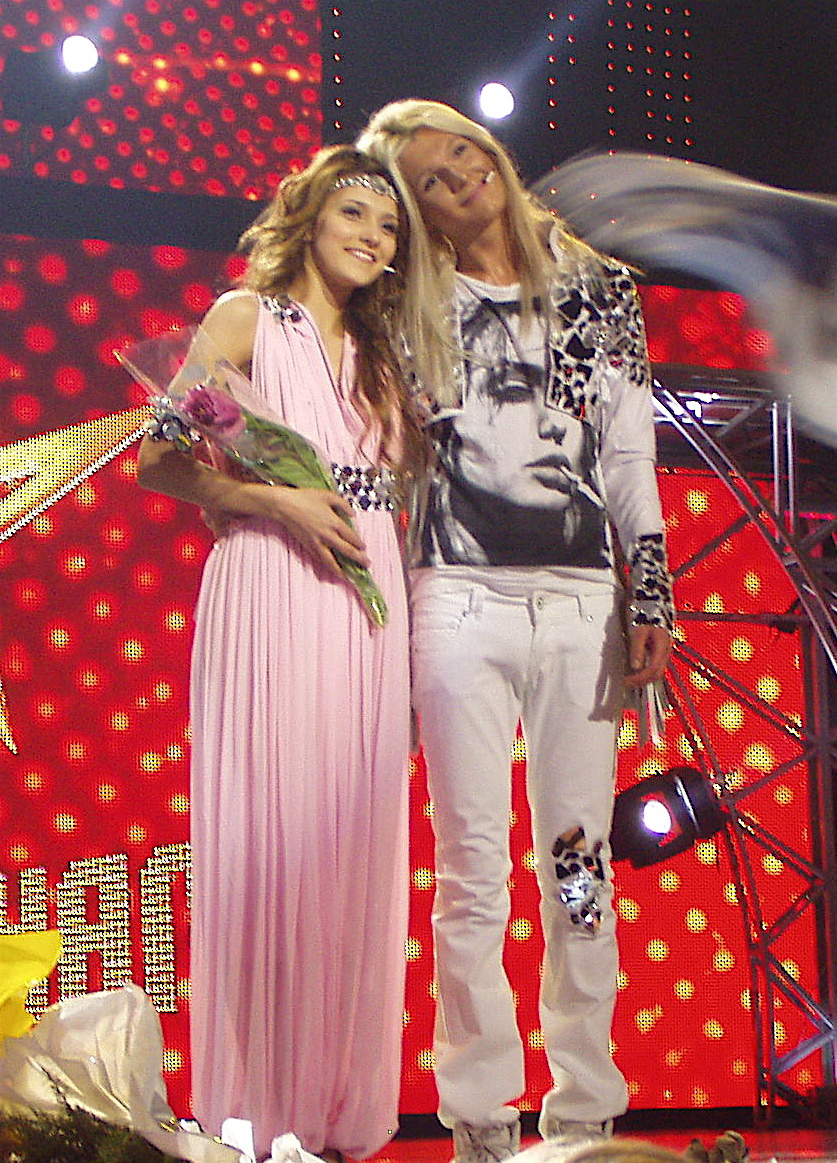
Pe scenă cu Boris Aprel în 2010

În iunie 2016, în timpul filmărilor în SUA (Canionul Antelope) a programului „Oriol i reșka. Krugosvetka” (rus. «Орёл и решка. Кругосветка» – „Cap și pajură. În jurul lumii”), a lansat videoclipul cântecului „Liverpool”. În același an, Reghina Todorenko, împreună cu colegii săi de la „Oriol i reșka” Andrei Bedneakov, Lesea Nikitiuk și Janna Badoeva, s-a filmat în videoclipul Svetlanei Loboda „Pora domoi” («Пора домой» – „E timpul să mă întorc acasă”).
Albumul de debut al artistei este intitulat „Fire” și a fost pre-lansat pe iTunes la 25 noiembrie 2016. A devenit disponibil pentru descărcare la 2 decembrie. Albumul include 13 cântece.

### Televiziune
În 2014, în pereche cu Kolea Serga, a trecut casting-ul emisiunii de turism „Oriol i reșka” (rus. «Орёл и решка» – „Cap și pajură”) și a devenit una din gazdele acesteia. De atunci, a luat parte la toate sezoanele, cu excepția sezonului intitulat „Perezagruzka” (rus. «Перезагрузки» – „Reboot”).
În ianuarie 2016, a fost model pentru versiunea rusă a revistei Maxim. În luna aprilie a aceluiași an, Todorenko a anunțat că va lansa o marcă de vestimentație proprie, numită „Generation TR”. În mai, a câștigat nominalizarea pentru cel mai bun prezentator de televiziune în cadrul premiilor ucrainene „Cosmopolitan Awards 2016”.
La 13 noiembrie, a câștigat premiul „Femeia Anului 2017” a revistei Glamour, în categoria „Vedeta TV a anului”.
La 30 noiembrie 2017, Reghina Todorenko a anunțat, pe pagina sa de Instagram, că se retrage din emisiunea „Oriol i reșka”, punând astfel capăt perioadei de aproape 4 ani în care a fost gazdă a acestei emisiuni. Ca număr de sezoane în care a participat, îi cedează doar co-prezentatorului său Andrei Bedneakov (7, respectiv 8).
Din noiembrie 2017, prezintă emisiunea de cosmetică „Makeup-erii” (rus. «Мейкаперы») pe canalul „Peatnița!” («Пятница!»), împreună cu stilistul Vladislav Lisoveț. Din 29 iunie 2018, Regina mai prezintă și concursul muzical televizat „Golos uliț” (rus. «Голос улиц» – „Voci din stradă”), cât și propriul show săptămânal de divertisment „Peatnița s Reghinoi” (rus. «Пятница с Региной» – „Vinerea cu Reghina”) la „Peatnița!”. La televiziune au fost difuzate doar șase ediții, iar emisiunea a fost re-lansată în august pe canalul de YouTube al artistei. Tot în 2018, Todorenko a devenit co-prezentatoare a emisiunii „Oriol i reșka. Rossia” (versiunea ruseasă a proiectului).
În 2019, a lansat un show televizat intitulat „Reghina+1”, în care oferă sfaturi de îngrijire a bebelușului. În unele ediții, are anumite vedete ca oaspeți ai emisiunii. Pentru acest proiect, la 2 octombrie 2019 Todorenko a câștigat premiul TEFI la nominalizarea „Cel mai bun program matinal”. În 2020, Todorenko a devenit membru al juriului show-ului muzical „Maska” (versiunea rusească a formatului internațional al emisiunii „The Masked Singer”) la canalul NTV. Premiera a avut loc la 1 martie 2020.

### Actorie
La 28 august 2017 a avut loc premiera spectacolului „Dă-ți soția la lombard” (în rus. «Заложи жену в ломбард») la „Teatrul de pe Serpuhovka” din Moscova, în care Reghina Todorenko joacă rolul principal.

### Contracte de publicitate

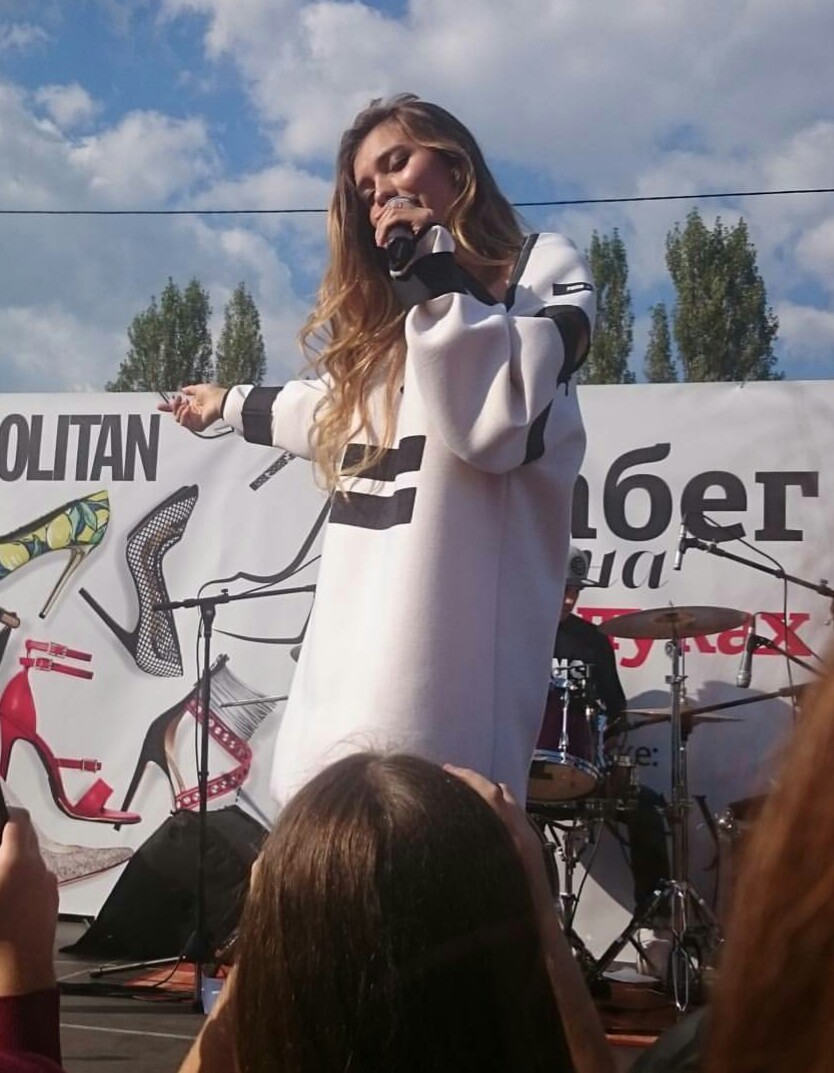
Todorenko în 2016

Reghina Todorenko colaborează activ cu diferite agenții de publicitate pe pagina sa de Instagram, preponderent cu producători de produse cosmetice, articole de vestimentație și articole pentru copii. În 2019, versiunea rusească a revistei Forbes a plasat-o pe locul doi în clasamentul celor mai bine plătite vedete de Instagram din Rusia, cu un venit de 0,86 milioane de dolari între 1 iunie 2018 și 31 mai 2019 și 7 milioane de abonați. Todorenko nu a confirmat sau infirmat această sumă.
Potrivit informațiilor publicate de agenția de publicitate SALO în ziarul Kommersant, la sfârșitul anului 2019 veniturile Reghinei Todorenko obținute de pe canalul său de YouTube se ridicau la 26 de milioane de ruble, costul total de producție al videoclipurilor fiind estimat la 5,2 milioane de ruble. În clasamentul după venituri a youtuber-ilor ruși din categoria „interviuri”, ea îi cedează doar lui Iuri Dudi.
Todorenko este ambasador digital al L'Oréal Paris Rusia. A reprezentat marca la Festivalul Internațional de Film de la Cannes în 2017 și 2018, L'Oréal fiind marcă parteneră a ceremoniei. Ea a defilat pe covorul roșu și a urmărit prezentarea oficială a premierelor cinematografice.
Din septembrie 2018, Reghina Todorenko este ambasadorul mărcii italiene Calzedonia în Rusia. În septembrie 2019, ea a devenit ambasador în Rusia și al mărcii australiene Aussie.
În urma scandalului din 2020 legat de declarațiile sale cu privire la violența în familie, Todorenko a pierdut unele contracte de publicitate cu PepsiCo și Procter & Gamble.

## Viață personală
La 25 iulie 2018, Todorenko și-a anunțat logodna cu cântărețul rus Vlad Topalov. Cei doi și-au oficializat relația la 25 octombrie 2018. La 5 decembrie 2018, în familia lor s-a născut un fiu, Mihail, pe care părinții îl numesc adesea „Michael”.
Nunta Reghinei Todorenko și a lui Vlad Topalov a avut loc la 3 iulie 2019, la Sorrento, Italia.
În aprilie 2020, Todorenko s-a pomenit în mijlocul unui scandal provocat de declarațiile sale referitoare la violența în familie, precum că „femeii bătute îi place să se prefacă victimă”, dar mai ales afirmația „Ce ai făcut ca să nu te bată?”. Ca reacție, revista Glamour i-a retras titlul „Femeia Anului” oferit în 2019, iar prezentatoarea și-a cerut scuze public. La 3 mai, Reghina a publicat un clip intitulat „Ce am făcut ca să ajut?”, dedicat problemei violenței în familie.. Pe pagina sa de Instagram, artista a scris următoarele: „Poate a fost nevoie să-mi pierd într-o zi titlurile, contractele și încrederea spectatorilor pentru a auzi vocile care au nevoie de ajutor. Dacă veți privi acest film, atunci nu a fost totul în zadar.”

## Premii și recunoaștere

### Premii
- Cu italic sunt evidențiate premiile obținute în colaborare.

| An   | Premii                                                                                              | Categorie                                                         | Rezultat     | Ref    |
| ---- | --------------------------------------------------------------------------------------------------- | ----------------------------------------------------------------- | ------------ | ------ |
| 2015 | M1 Music Awards                                                                                     | Debutul anului                                                    | Nominalizare |        |
| 2015 | INSTA AWARDS 2015                                                                                   | Călătorul anului                                                  | Câștigat     | [ 46 ] |
| 2016 | Premiile naționale muzicale «YUNA-2016»                                                             | Descoperirea anului                                               | Nominalizare | [ 47 ] |
| 2016 | Cosmopolitan Awards 2016                                                                            | Cea mai bună prezentatoare                                        | Nominalizare |        |
| 2016 | Registrul național de recorduri al Ucrainei                                                         | Primul înconjur neîntrerupt al lumii de către o echipă de filmare | Câștigat     | [ 48 ] |
| 2016 | Premiul „Femeia anului” al revistei Glamour                                                         | Vedeta de televiziune a anului                                    | Nominalizare | [ 49 ] |
| 2017 | Premiile Viva! Cei mai frumoși                                                                      | Cea mai frumoasă femeie din Ucraina                               | Nominalizare |        |
| 2017 | Premiul „Femeia anului” al revistei Glamour                                                         | Vedeta de televiziune a anului                                    | Câștigat     | [ 50 ] |
| 2017 | Premiile „Bolșe cem zviozdî” (rus. «Больше, чем звёзды» – „Mai mult decât vedete”) ale revistei ОК! | Zâmbetul anului R.O.C.S.                                          | Câștigat     | [ 51 ] |
| 2017 | Premiile Viva! Țara zâmbetelor sănătoase                                                            | Zâmbetul anului                                                   | Câștigat     | [ 52 ] |
| 2018 | Premiile Viva! Cei mai frumoși                                                                      | Cea mai frumoasă femeie din Ucraina                               | Nominalizare | [ 53 ] |
| 2018 | Glamour Influencers Awards                                                                          | #glam_звездаonline (din rus. звезда = vedetă)                     | Câștigat     | [ 54 ] |
| 2018 | Topical Style Awards                                                                                | Cea mai stilată prezentatoare de televiziune                      | Câștigat     | [ 55 ] |
| 2018 | Premiile Blogosferei 2018                                                                           | Strălucește!                                                      | Câștigat     | [ 56 ] |
| 2018 | Fashion People Awards                                                                               | Prezentatoarea de fashion a anului                                | Câștigat     | [ 57 ] |
| 2018 | Premiile „Femeia anului” a revistei Glamour                                                         | Perechea anului (cu Vlad Topalov)                                 | Câștigat     | [ 58 ] |
| 2019 | TEFI                                                                                                | Cea mai bună prezentatoare a unui program matinal                 | Câștigat     |        |
| 2019 | Premiile „Femeia anului” a revistei Glamour                                                         | Femeia anului (retras în 2020)                                    | retras       | [ 59 ] |
| 2019 | Premiile „Bolșe cem zviozdî” ale revistei ОК!                                                       | Eroul rețelelor                                                   | Câștigat     | [ 60 ] |
| 2019 | Premiile industriei web                                                                             | Interviatorul anului                                              | Nominalizare | [ 61 ] |

### Clasamente
| An   | Publicație | Denumire                                                                               | Loc | Ref           |
| ---- | ---------- | -------------------------------------------------------------------------------------- | --- | ------------- |
| 2016 | Maxim      | Cele mai sexy 100 de femei din Rusia                                                   | 12  |               |
| 2017 | Maxim      | Cele mai sexy 100 de femei din Rusia                                                   | 3   | [ 62 ]        |
| 2019 | Forbes     | Cele mai bine plătite vedete de Instagram în Rusia                                     | 2   | [ 22 ]        |
| 2019 | Kommersant | Vedete Instagram după numărul de urmăritori                                            | 9   |               |
| 2020 | Romir      | Clasamentul încrederii – primăvara 2020 (aprecierea persoanelor publice de către ruși) | 74  | [ 63 ] [ 64 ] |

## Discografie

### Albume de studio
Ca membră a Real O
- 2010 - Platie (rus. Платье – „Rochia”)

Solo
- 2016 - Fire

### Single-uri
- 2015: „Heart's Beating”
- 2015: «Биение сердца» („Bienie serdța”; din rus. „Bătaia inimii”)
- 2015: «Ты мне нужен» („Tî mne nujen”; din rus. „Am nevoie de tine”)
- 2016: «Мама» („Mama”)
- 2016: „Liverpool”

## Videoclipuri
| An                 | Titlu                                                     | Regizor               | Album              |
| Ca membră a Real O | Ca membră a Real O                                        | Ca membră a Real O    | Ca membră a Real O |
| ------------------ | --------------------------------------------------------- | --------------------- | ------------------ |
| 2008               | «Синий иней» / „Sinii inei”                               | N/A                   | «Платье» / Platie  |
| 2009               | «Я бы» / „Ia bî”                                          | Alan Badoev           | «Платье» / Platie  |
| 2009               | «Платье» / „Platie”                                       | Serhii Solodkîi       | «Платье» / Platie  |
| 2010               | «Я всё ещё люблю тебя» / „Ia vsio eșcio liubliu tebea”    | Phil Li               | «Платье» / Platie  |
| 2010               | «Стихии» / „Stihii”                                       | N/A                   | N/A                |
| 2011               | «Мужчины любят глазами» / „Mujcinî liubeat glazami”       | Phil Li               | N/A                |
| 2011               | «Уходи на фиг» / „Uhodi na fig”                           | Elena Vinogradova     | N/A                |
| 2012               | «Я бы» / „Ia bî” (New Version)                            | Nataliia Mohîlevskaia | N/A                |
| 2012               | «Луна (Я в белом платьице)» / „Luna (Ia v belom platițe)” | Oleg Borșcevski       | N/A                |
| 2012               | «Ёлки» / „Iolki”                                          | Oleg Borșcevski       | N/A                |
| 2013               | «Без него» / „Bez nego”                                   | Olga Navroțkaia       | N/A                |
| Solo               |                                                           |                       |                    |
| 2015               | «Heart’s Beating / Биение сердца» / „Bienie serdța”       | Oleg Bogdan           | Fire               |
| 2015               | «Ты мне нужен» / „Tî mne nujen”                           | Radislav Lukin        | Fire               |
| 2016               | «Liverpool»                                               | Oleg Bogdan           | Fire               |
| 2016               | «Fire»                                                    | Elena Cirva           | Fire               |
| 2018               | «Ад и Рай» / „Ad i Rai” (feat. Anton Lavrentiev)          | N/A                   | N/A                |